# 2769 Мендељејев
2769 Мендељејев (енгл. 2769 Mendeleev) је астероид главног астероидног појаса чија средња удаљеност од Сунца износи 3,136 астрономских јединица (АЈ).
Апсолутна магнитуда астероида је 12,1.